# Święciechowa (gemeente)
De gemeente Święciechowa is een landgemeente in het Poolse woiwodschap Groot-Polen, in powiat Leszczyński.
De zetel van de gemeente is in Święciechowa.
Op 30 juni 2004 telde de gemeente 7045 inwoners.

## Oppervlakte gegevens
In 2002 bedroeg de totale oppervlakte van gemeente Święciechowa 134,97 km², waarvan:
- agrarisch gebied: 61%
- bossen: 32%

De gemeente beslaat 16,77% van de totale oppervlakte van de powiat.

## Demografie
Stand op 30 juni 2004:
| Omschrijving                   | Totaal | Totaal | Vrouwen | Vrouwen | Mannen | Mannen |
| ------------------------------ | ------ | ------ | ------- | ------- | ------ | ------ |
| eenheid                        | aantal | %      | aantal  | %       | aantal | %      |
| inwoners                       | 7045   | 100    | 3572    | 50,7    | 3473   | 49,3   |
| bevolkingsdichtheid (inw./km²) | 52,2   | 52,2   | 26,5    | 26,5    | 25,7   | 25,7   |

In 2002 bedroeg het gemiddelde inkomen per inwoner 1361,92 zł.

## Administratieve plaatsen (sołectwo)
Długie Nowe, Długie Stare, Gołanice, Henrykowo, Krzycko Małe, Lasocice, Niechłód, Piotrowice, Przybyszewo, Strzyżewice, Święciechowa, Trzebiny.

## Overige plaatsen
Książęcy Las, Ogrody.

## Aangrenzende gemeenten
Góra, Leszno, Lipno, Rydzyna, Włoszakowice, Wschowa